# Abraham Rencher
Abraham Rencher (16 août 1798 – 6 juillet 1883) est un homme politique américain qui fut représentant de la Caroline du Nord au Congrès des États-Unis de 1829 à 1839 et de 1841 à 1843 puis gouverneur du territoire du Nouveau-Mexique de 1857 à 1861.

## Biographie
Abraham Rencher est né le 16 août 1798 près de Raleigh en Caroline du Nord. Il sort diplômé de l'université de Caroline du Nord en 1822, puis après des études de droit, il est admis au barreau en 1825.
Rencher siège à la Chambre des représentants des États-Unis pour la Caroline du Nord de 1829 à 1839 puis de 1841 à 1843 avant de servir comme ambassadeur des États-Unis au Portugal de 1843 à 1847. En 1857, il est nommé gouverneur du territoire du Nouveau-Mexique par le président James Buchanan et sert à ce poste jusqu'en 1861.
Il meurt le 6 juillet 1883 à Chapel Hill en Caroline du Nord.